# 丟擲技
這篇文章是在介紹雜技當中的其中一種概念。欲了解雜技的更廣泛介紹，請參見主要文章：雜技。
丟擲技,古称弄丸，是雜技中最被一般人認為是「雜技」的型式。事實上，英文中雜技「Juggling」一詞原本只有專指這一類的雜技，但後來因為表演者陸續開發新道具跟表演方式，使得雜技一詞的意涵變得越來越廣泛，於是後來才又出現了「丟擲技」這個專門的名詞。它既是一種表演藝術，也是一種運動和休閒，同時也經常是小孩子的遊戲。對於那些專心致志的雜技師而言，它甚至近乎於一種宗教上的見證。
在丟擲技中，道具（如球、沙包、水果、棒子、環等等）是被不斷地丟到空中並重新接住。許多物件是被接連著丟擲，使得在給定的時間點中，有的在空中正往上跑，有些則正在落回雜技師的手中，有些被接住而有些正要被丟。

## 表演
作為表演藝術，雜技師會展現他對於物件操控的技巧，經常是表演對於丟擲物件的複雜操縱，但通常會局現在該雜技師有自信能完美完成的招式之中。如果正在丟偶數個物件，有些招式可能是「噴泉（Fountain）」，即兩隻手各自著丟擲半數的物件。另一種常見的模式是「傾盆（Shower）」，即球一個跟著一個地夠成一個循環的軌跡，都是從同一隻手丟出、而被另外同一隻手接住，並快速地立刻傳到丟出的手並再次丟出。跟噴泉不同地，當丟擲奇數個物件時，最普通的模式稱為是「瀑瀉（Cascade）」，即球會從一隻手丟到另一隻手去。

### 模式與招式
除了瀑瀉（或逆瀑瀉），其他的模式包括「盒子」或「直行」，或著在模式中加入多重模式或接觸技的招式。
也有許多有趣的花招，如溜溜球和工廠，它們會製造出球在空中連接在一起或跟雜技師的身體連在一起的幻覺。將這些基本技巧加入任何的雜技模式之中都能使得複雜度一下子提升很多。
還有些更加複雜的模式如米爾斯錯綜，由閃耀米爾斯家族（The Dazzling Mills Family）的史帝夫·米爾斯所創。給予任何數量的模式，米爾斯錯綜都至少有四種令人熟知的變形，分別是由加入些像「斬」、「握」、「拖」、「搬」等花式所成。

## 常見的丟擲技招式
三球模式當中最基本，也通常是學雜技的人最先學的，稱為瀑瀉。底下是其他一些常見的三球模式。
- 逆瀑瀉
- 傾盆
- 米爾斯錯綜
- 盒子
- 斬
- 直行
- 溜溜球
- 噴泉
- 羅伯斯坦之復仇
- 多重丟接
- 飛爍

## 外部連結
- JuggleWiki：雜技模式的動畫。